# Angelica
Pour les articles homonymes, voir Angelica (homonymie) et Angélique.
Genre
Angelica (les angéliques) est un genre de plantes à fleurs de la famille des Apiaceae. Il comprend environ 70 espèces de grandes plantes herbacées vivaces. On le trouve dans l'hémisphère nord et en Nouvelle-Zélande.
Les angéliques sont mellifères et certaines ont eu ou ont encore des usages médicinaux et alimentaires.

## Étymologie
Le nom de genre Angelica, provient du latin « angelus » (ange), faisant allusion à de prétendues propriétés surnaturelles de différentes parties de la plante ou à une liqueur produite à partir de l’espèce cultivée (Angélique officinale ou Angelica archangelica).
Cette plante étant autrefois utilisée pour ses propriétés abortives, donc de « faiseuse d'ange », son nom pourrait venir de là.

## Liste d’espèces

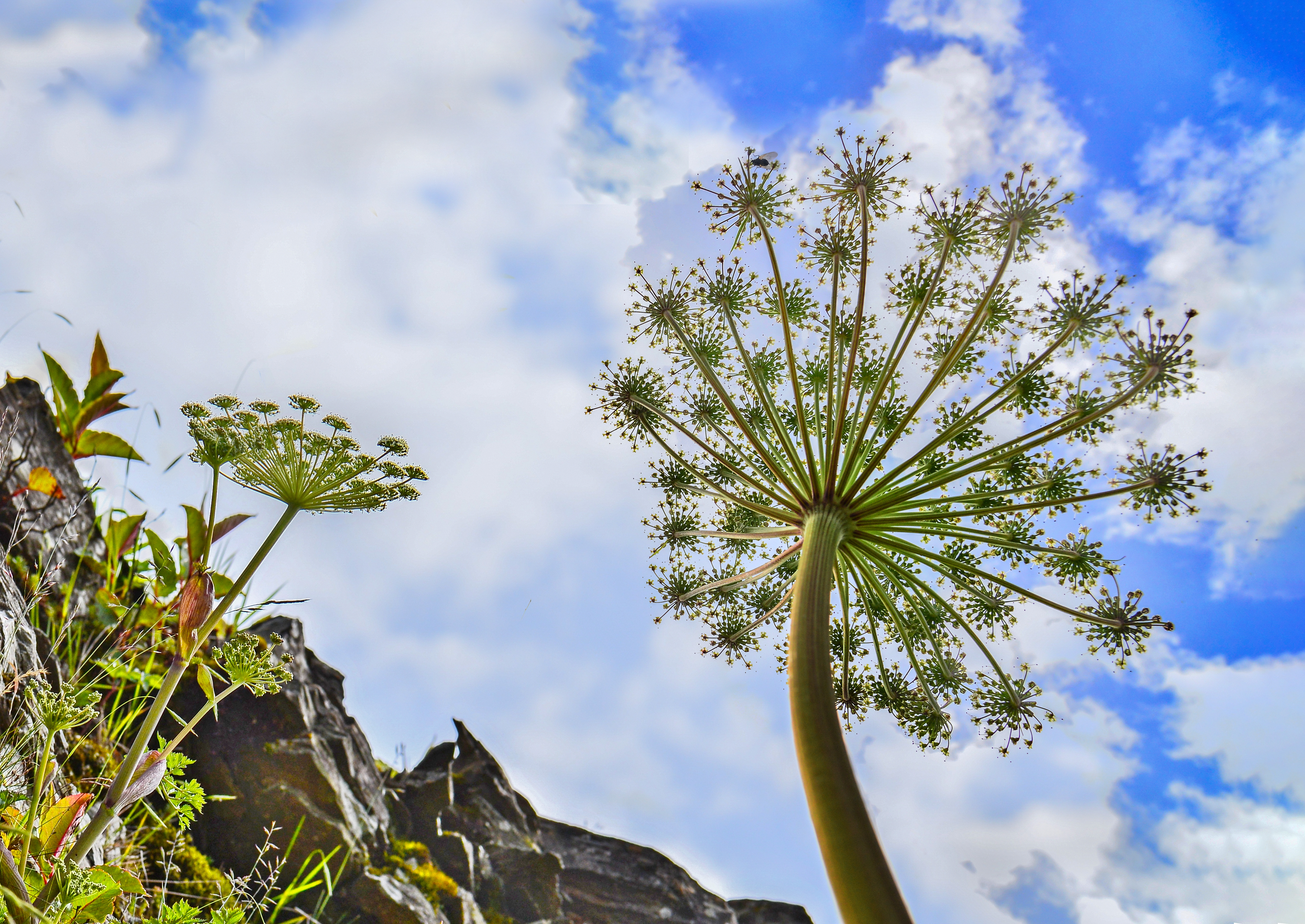
Une Angelica morrisonicola à Taïwan. Juillet 2017.

Selon Catalogue of Life (21 juin 2013) :
- Angelica aculeolata
- Angelica acutiloba
- Angelica adzharica
- Angelica alba
- Angelica alpina
- Angelica altissima
- Angelica ampla
- Angelica amurensis
- Angelica angelicastrum
- Angelica angustifolia
- Angelica anomala
- Angelica apaensis
- Angelica apiifolia
- Angelica aquilegifolia
- Angelica archangelica
- Angelica arenaria
- Angelica arguta
- Angelica atropurpurea
- Angelica balangshanensis
- Angelica biserrata
- Angelica boninensis
- Angelica brachyradia
- Angelica bracteata
- Angelica breweri
- Angelica calcarea
- Angelica callii
- Angelica calloso-serrata
- Angelica canbyi
- Angelica cartilaginomarginata
- Angelica carvifolia
- Angelica ceretanica
- Angelica chaerophyllea
- Angelica cicutaefolium
- Angelica cincta
- Angelica commutata
- Angelica conioselinum
- Angelica controversa
- Angelica cryptotaeniifolia
- Angelica cyclocarpa
- Angelica dahurica
- Angelica dailingensis
- Angelica dawsoni
- Angelica decursiva
- Angelica dentata
- Angelica dieffenbachii
- Angelica dielsii
- Angelica discocarpa
- Angelica distans
- Angelica diversicolor
- Angelica donatiana
- Angelica duclouxii
- Angelica dura
- Angelica ebulifolia
- Angelica edulis
- Angelica elata
- Angelica elatior
- Angelica elgonense
- Angelica fallax
- Angelica fargesii
- Angelica flavescens
- Angelica forsterana
- Angelica furcijuga
- Angelica genuflexa
- Angelica gigas
- Angelica gingidium
- Angelica glauca
- Angelica globifera
- Angelica graveolens
- Angelica grayi
- Angelica hakonensis
- Angelica hendersoni
- Angelica herminii
- Angelica heterocarpa
- Angelica hirsuta
- Angelica hirsutiflora
- Angelica illyrica
- Angelica inaequalis
- Angelica indica
- Angelica intermedia
- Angelica japonica
- Angelica kangdingensis
- Angelica keiskei
- Angelica kingii
- Angelica komarovii
- Angelica laevigata
- Angelica laevis
- Angelica lancifolia
- Angelica laurentiana
- Angelica laxifoliata
- Angelica likiangensis
- Angelica lineariloba
- Angelica lobata
- Angelica longicaudata
- Angelica longipedicellata
- Angelica longipes
- Angelica longiradiata
- Angelica lucida
- Angelica macrophylla
- Angelica maculata
- Angelica major
- Angelica maowenensis
- Angelica maritima
- Angelica megaphylla
- Angelica minor
- Angelica montana
- Angelica morii
- Angelica morrisonicola
- Angelica mukabakiensis
- Angelica multicaulis
- Angelica nelsoni
- Angelica nemorosa
- Angelica nitida
- Angelica nubigena
- Angelica nuristanica
- Angelica officinalis
- Angelica omeiensis
- Angelica oncosepala
- Angelica oreoselinum
- Angelica ostruthium
- Angelica pachycarpa
- Angelica pachyptera
- Angelica paeoniifolia
- Angelica palustris
- Angelica pancicii
- Angelica paniculata
- Angelica pastinaca
- Angelica pinnata
- Angelica pinnatiloba
- Angelica polymorpha
- Angelica pratensis
- Angelica procera
- Angelica pseudoselinum
- Angelica pseudoshikokiana
- Angelica pubescens
- Angelica purpurascens
- Angelica pyrenaea
- Angelica razulii
- Angelica reuteri
- Angelica roseana
- Angelica roylei
- Angelica sativa
- Angelica saxicola
- Angelica scaberula
- Angelica scabra
- Angelica scabrida
- Angelica setchuenensis
- Angelica shikokiana
- Angelica sinanomontana
- Angelica sinensis
- Angelica songorica
- Angelica songpanensis
- Angelica stenoloba
- Angelica sylvestris
- Angelica taiwaniana
- Angelica tarokoensis
- Angelica tatianae
- Angelica tenuifolia
- Angelica ternata
- Angelica tianmuensis
- Angelica tomentosa
- Angelica tournefortiana
- Angelica traversii
- Angelica trifoliata
- Angelica triloba
- Angelica triquinata
- Angelica tschimganica
- Angelica tsinlingensis
- Angelica ubadakensis
- Angelica uchiyamae
- Angelica ursina
- Angelica valida
- Angelica venenosa
- Angelica veneta
- Angelica villosa
- Angelica wheeleri
- Angelica wilsonii
- Angelica wolffiana
- Angelica × mixta
- Angelica yakusimensis

### Flore de France
- Angelica archangelica L. - Angélique officinale
- Angelica heterocarpa J.Lloyd - Angélique à fruits variables, angélique des estuaires
- Angelica razulii Gouan - Angélique de Razouls
- Angelica sylvestris L. - Angélique des bois
- Angelica ×mixta Nyár. ex Todor - Angélique mixte

## Symbolique

### Calendrier républicain
L'angélique voyait son nom attribué au 4e jour du mois de prairial du calendrier républicain / révolutionnaire français, généralement chaque 23 mai du calendrier grégorien.